# Hadjina
Hadjina là một chi bướm đêm thuộc họ Noctuidae.

## Các loài
- Hadjina atrinota Hampson, 1909
- Hadjina attinis Draudt, 1950
- Hadjina beata (Staudinger, 1895)
- Hadjina biguttula Motschulsky
- Hadjina carcaroda (Distant, 1901)
- Hadjina cinerea Hampson, 1909
- Hadjina cupreipennis (Moore, 1882)
- Hadjina eremita A. Bang-Haas, 1912
- Hadjina ferruginea Hampson, 1909
- Hadjina grisea (Hampson, 1891)
- Hadjina lutosa Staudinger, 1891
- Hadjina modestissima (Snellen, 1877)
- Hadjina obscura Hampson, 1918
- Hadjina palaestinensis (Staudinger, 1895)
- Hadjina pallida (Leech, 1900)
- Hadjina cây mậnbeogrisea (Hampson, 1916)
- Hadjina poliastis (Hampson, 1907)
- Hadjina pyroxantha (Hampson, 1902)
- Hadjina radiata (Leech, 1900)
- Hadjina tyriobaphes Wiltshire, 1983
- Hadjina wichti (Hirschke, 1903)